# Протасьевы
Протасьевы — дворянский род.
В гербовник внесены фамилии Протасовых и Протасьевых идущих от одного родоначальника:
1. Протасовы (сюда принадлежат и графы Протасовы), потомство Луки Протасьевича, боярина (1330) (Герб. Часть II. № 55. и Герб. Часть VIII. № 5).
2. Протасьевы, потомство Михаила Борисовича Протасьева, пожалованного поместьем в 1619 году (Герб. Часть VI. № 49)[1].

Потомки боярина Луки Протасьевича — мещерский городовой дворянин (1627-1629), московский дворянин (1636-1640) Михаил Борисович и Иван Васильевич Протасьевы пожалованы на поместья грамотами (1619; 1682 и 1685).
При подаче документов (07 февраля 1686) для внесения рода в Бархатную книгу, была предоставлена родословная роспись Протасьевых и пять царских жалованных грамот (1425-1589), которые Н.П. Лихачёв считает фальсифицированными.
Род Протасьевых внесён в VI и I части родословных книг Владимирской, Ярославской, Московской, Рязанской, Костромской и Тамбовской губерний.

## Происхождение и история рода
Родоначальник Протасьевых и Протасовых, Лука Протасьевич, московский боярин (1330), посол от Ивана Калиты к тверскому великому князю Александру Михайловичу. Григорий Протасьевич, воевода Мценский, разбил и прогнал татарского хана Барака, отняв у него всех русских пленников (1423), снова разбил и прогнал татар (1424), татарский князь Айдар приступив к Мценску, под клятвою, пригласил Григория Протасьевича к себе в стан для переговоров, нарушил клятву, задержал и увёз в Орду, где хан, уважая мужество русского воеводы, отпустил его обратно в отечество (1429). Ивану Григорьевичу Раслу Протасьеву и сыну его Конону пожалована в кормление волость Луза (1455). Иван Петрович Протасьев, по прозванию Келарь, был наместником в Елатьме и Кадоме (1589). Сын его Данило был воеводой в Шацке (1607) и Касимове (1610), а внук Пётр Данилович — воеводой в Красноярске (1643—1647), Путивле (1652—1654) и Смоленске (1655). Сын последнего, Александр Петрович, был окольничим (1692).
Соловой Иванович Протасьев — стрелецкий голова, подписался под грамотой об избрании на царство Михаила Фёдоровича.

## Рязанская ветвь
Протасьевы
- Борис Протасьев
  - Михаил Борисович дворянин московский
    - Василий Михайлович
      - Иван Васильевич — стольник, в 1682 году ему дана жалованная грамота на вотчину в с. Угол Шацкого уезда и в п. Дикое Поле Ряжского уезда
        - Фёдор Иванович (ум. 1725) — соратник Петра I.
        - Артемий Иванович
          - Михаил Артемьевич (? — 1764) — гвардии капрал, помещик
            - Фёдор Михайлович (1749 — ?) — надворный советник
              - Михаил Фёдорович (1778—1848) — статский советник, кавалер ордена Св. Анны 2-й ст. с алмазами, владелец усадьбы «Протасьев Угол». Жена — Елизавета Петровна Дубовицкая (1791—1848). Были дружны с художником Василием Тропининым, кисти которого принадлежат портреты многих членов их большого семейства.
                - Дмитрий и Фёдор учились в Московском благородном пансионе вместе с М. Ю. Лермонтовым.
                - Надежда Михайловна (1814—1894), муж — Бер, Николай Иванович

            - Василий Михайлович (1748—1784) — коллежский секретарь.
              - Андрей Васильевич (1781—1848) — флота лейтенант
                - Василий Андреевич — майор
                  - Николай Васильевич (1854—1915) — Олонецкий (1902—1910) и Самарский (1911—1915) губернатор.

                - Евгений Андреевич (1827—1893) — отставной гвардии штабс-капитан, действительный статский советник. кавалер ордена Св. Станислава 1-й ст.

## Описание гербов

#### Герб Протасьевых 1785 г.
В Гербовнике Анисима Титовича Князева имеется изображение печати с гербом Протасьевых:, не имеющий ничего общего с официально утверждённым гербом: в щите, имеющий золотой поле,  изображён коричневый олень с рогами, стоящий на задних лапах и обращённый вправо. По сторонам оленя, латинские буквы золотого цвета, с инициалами хозяина печати.  Поверх щита (дворянский шлем отсутствует). Намёт (цветовая гамма не определена). На намёте изображены: справа — лев с высунутым языком, слева — единорог, обращённые друг к другу. Поверх голов их изображена обычная дворянская корона.

#### Герб. Часть VI. № 49.
В щите, имеющем голубое поле, изображён серебряный гриф, обращённый в левую сторону, над главою которого видна золотая корона, а в лапах держит масличную ветвь и меч.
Щит увенчан дворянским шлемом с дворянской на нём короной и тремя страусовыми перьями. Намёт на щите голубой, подложенный золотом.

## Известные представители
- Протасьев Пётр Данилович — стольник патриарха Филарета (1627-1629), стольник (1636-1640), воевода в Путивле (1652-1653).
- Протасьев Василий Михайлович — московский дворянин (1636-1640).
- Протасьев Иев Исаевич — московский дворянин (1640-1668).
- Протасьев Пётр Ануфриевич — воевода в Красноярске (1643-1647).
- Протасьев Фёдор Васильевич — московский дворянин (1660-1677), воевода в Гадяче (1665).
- Протасьев Прохор Афанасьевич — московский дворянин (1677).
- Протасьев Фёдор Ивлевич — стряпчий (1679), стольник (1686-1692).
- Протасьев Александр Петрович — стряпчий (1668-1676), стольник (1676-1686), воевода в Мангазее и Туруханске (1686-1690).
- Протасьев Василий Дмитриевич — стольник царицы Прасковьи Фёдоровны (1686), стольник (1687-1692).
- Протасьев Иван Васильевич — стряпчий (1666), стольник (1680-1692).
- Протасьев Дмитрий Петрович — стольник (1669-1692), воевода в Верхотурье (1695-1698).
- Протасьевы: Никифор Дорофеевич, Иван Никифорович, Аникей Прохорович — стряпчие (1682-1692).
- Протасьев Дей Миронович — московский дворянин (1692).
- Протасьев, Фёдор Иванович — стольник (1686-1692)[6][7].